# Charles Martinet (wielrenner)
Charles Martinet (Genève, 27 april 1894 – Le Locle, 8 oktober 1976) was een Zwitsers wegwielrenner en veldrijder, die beroeps was tussen 1917 en 1930. Hij won onder meer het Kampioenschap van Zürich en werd vijfmaal Zwitsers kampioen veldrijden.

## Belangrijkste overwinningen
1917
- Kampioenschap van Zürich
- Nationaal kampioenschap veldrijden

1918
- GP Aurore

1920
- Nationaal kampioenschap veldrijden

1921
- Nationaal klimkampioenschap
- Nationaal kampioenschap veldrijden

1922
- Nationaal klimkampioenschap
- Nationaal kampioenschap veldrijden

1923
- Nationaal kampioenschap veldrijden